# Maccastorna
Maccastorna ist eine Gemeinde mit 61 Einwohnern (Stand 31. Dezember 2023) in der Provinz Lodi in der italienischen Region Lombardei.

## Ortsteile
Im Gemeindegebiet liegt neben dem Hauptort der Wohnplatz Il Cavo.